# Bitwa na Krbavskim Polu
Bitwa na Krbavskim Polu (chorw. bitka na Krbavskom polju, Krbavska bitka) – starcie zbrojne, które miało miejsce dnia 9 września 1493 r. pomiędzy wojskami chorwackimi i osmańskimi. Bitwa zakończyła się zwycięstwem wojsk tureckich dowodzonych przez bośniackiego beja Haduma Jakuba Paszę nad chorwacką armią feudalną pod wodzą bana węgierskiego Emeryka Derencina (ban Chorwacji i Dalmacji i ban Slawonii). Miejsce bitwy znajduje się nad rzeką Krbava w pobliżu miejscowości Udbina w regionie Lika. Krbavsko polje (Krbava) to także forma krasowa (polje) i mikroregion geograficzny, gdzie została stoczona bitwa.

## Tło bitwy
Późnym latem 1493 r. Hadum Jakub Pasza na czele 8000 ludzi przekroczył rzeki Una i Kupa, po czym spustoszył styryjskie miasta Celje i Ptuj. W drodze powrotnej do Bośni Turcy zniszczyli chorwackie Zagorje, paląc miasto Modruš. W pobliżu pasma górskiego Mala Kapela, Jakub Pasza natknął się na obóz sił chorwackich. Dowódca turecki obawiając się pościgu wojsk styryjskich zdecydował się wykupić sobie wolne przejście do Bośni, oferując banowi Emerikowi Derencinowi pieniądze. Derencin mając świadomość przewagi sił chorwackich i wyczerpania wojsk tureckich postawił wysokie warunki, żądając uwolnienia wszystkich jeńców ze Styrii i Krainy, a także wydania łupów. Żądania te zostały odrzucone przez Jakuba Paszę. W trakcie rozmów pasza starał się wykorzystać sytuację, nakazując swoim siłom marsz w kierunku Krbawskiego Pola (Krbavsko polje).
W chwili, gdy Derencin dowiedział się o nowym kierunku wojsk tureckich, natychmiast zwołał wokół siebie chorwackich dowódców do których należeli: Ivan Frankopan Cetinski, Bernadin Frankopan Modrus, Nikola Frankopan Trzic, Karol Gusic, Petar Zrinski, ban Mihajla Petkaja i Juraj Vlatkovic.
Po dotarciu Turków na pole bitwy Hadum Jakub Pasza zorientował się, że nie da mu się uniknąć bitwy. Chcąc pozbyć się jeńców, nakazał wymordować wszystkich mężczyzn. Aby zapobiec atakowi od frontu, chciał wywabić przeciwnika na otwarte pole nad rzeką Krbavą, przy czym nakazał swojej jeździe uderzyć na Chorwatów ze wszystkich stron. Jazda turecka podzielona była na trzy grupy. Pierwszym oddziałem dowodził beg Ismaił z Krusevaca, drugim Karlerije Mehmedbeg, namiestnik Skopje, ostatnią dowodził osobiście Hadum Jakub Pasza.

## Siły przeciwników
Siły Chorwatów składały się z 3000 jazdy, 2000 piechoty i od 3000 do 5000 słabo uzbrojonych i mało doświadczonych chłopów. Zdecydowano się zaatakować Turków od frontu w trzech liniach. Pierwszą grupę stanowiły wojska slawońskie pod wodzą Ferdinanda Berisburcha, druga linia dowodzona była przez Ivana Frankopana Cetinskiego i bana Mihajlo Petkeję, na czele trzeciej grupy stali Nikola Frankopan Trzicki i Bernard Frankopan Modrus. Najsilniejszą część każdej grupy stanowiła jazda szlachty, której towarzyszyły oddziały piechoty i chłopów.
Armia osmańska pod dowództwem Haduma Jakuba Paszy liczyła 8 000 ludzi i w jej skład wchodziła głównie jazda (akindżi).

## Bitwa
Bitwa rozpoczęła się we wczesnych godzinach rannych od ataku wojsk tureckich pod wodzą Ismaiła Beja. Wówczas na Turków uderzyły, kierując się na płaski teren wojska bana Derencina. Po krótkiej walce Turcy wycofali się, pociągając za sobą Chorwatów, co było planem Jakuba Paszy. Atak Turków nastąpił z kierunku rzeki Krbava, gdzie stacjonowały oddziały Mehmed Beja. Krótko potem uciekające wojska Ismaiła Beja zwróciły się ponownie przeciwko Chorwatom, a oddziały Jakuba Paszy przypuściły atak od frontu, otaczając przeciwnika. W zaciekłej bitwie śmierć ponieśli szybko Juraj Vlatkovic i Ivan Frankopan Cetinski, co wywołało zamieszanie w szeregach wojsk chorwackich. Po ucieczce z pola bitwy Bernandina Frankopana Modrusa, opór Chorwatów został złamany. Do niewoli dostali się ban Emerik Derencin, Nikola Frankopan Trzic i Karol Gusic.
Po stronie Chorwatów padło wielu ludzi, dokładne liczby nie są jednak znane. Wiadomo, że na Krbavskim Polu padł kwiat rycerstwa chorwackiego. Po klęsce armia chorwacka przestała praktycznie istnieć, a kraj skazany był na pomoc austriacką.
Opisy bitwy zachowały się do dzisiaj w postaci zapisków biskupa z Ninu – Juraja Divnica i proboszcza Martinaca, a także Wenecjanina Antonio Fabreguese. Również w imperium osmańskim kronikarze zostawili po sobie relację z tej bitwy. Najciekawsza jest relacja Juraja Divnica, który informował papieża Aleksandra VI o klęsce Chorwatów i utracie Slawonii oraz Panonii. Relacjonując bitwę, kronikarz podaje liczbę 13 000 zabitych i pojmanych Chorwatów, których trupy rozszarpane przez zwierzęta leżały długo na polu niepochowane. Wielu żołnierzy piechoty zostało podczas bitwy stratowanych przez jazdę turecką. Turcy, świętując zwycięstwo, odcinali zabitym nosy, jako dowód dla swoich władców. Ban Derencin został powieszony, wcześniej na jego oczach ścięto głowę jego synowi. Według innej wersji Derencin zmarł w niewoli trzy miesiące później.

## Konsekwencje
W historii Chorwacji bitwa na Krbavskim Polu uznawana jest za ostatnią próbę szlachty chorwackiej wyzwolenia się bez pomocy innych mocarstw spod panowania tureckiego. W wyniku bitwy śmierć poniosły tysiące ludzi, co zapoczątkowało demograficzny niż w tym regionie. Pogłębiło się to wyniku fal emigracyjnych, które opuściły rejony zajęte przez Turków po bitwie. Bitwa przyczyniła się do rozłamu wśród Chorwatów i podziału kraju.